# Brian Keefe
Brian Keefe (Winchester, 7 aprile 1976) è un allenatore di pallacanestro statunitense, professionista nella NBA.